# 刘华清
刘华清（1916年10月1日—2011年1月14日），原名刘金发，后改名刘华青，抗日战争时期改名刘华清:4-5，湖北省大悟县人:1，中国共产党和中华人民共和国政治人物，原正国级领导人，中国人民解放军高级将领，上将军衔。
刘华清于1930年参加中国工农红军，在徐海东麾下红二十五军任职，曾任政治部组织、宣传、文印科科长，红十五军团政治部敌工部科长，参与长征。抗日战争时期，任八路军129师司令部秘书主任、师供给部政治部主任、冀南军区政治部组织部部长、冀鲁豫军区第6军分区副政治委员。国共内战时期，任晋冀鲁豫军区二纵队六旅政委，第二野战军三兵团十一军政治部主任。
中华人民共和国成立后，任海军北海舰队副司令员兼旅顺基地司令员、国防部第七研究院院长、中华人民共和国第六机械工业部副部长、国防科委副主任、海军副参谋长等职。改革开放以来，刘华清先后任中国人民解放军副总参谋长、海军司令员、中共中央军委副秘书长、首都戒严总指挥、中共中央军委副主席等职位。刘华清于1955年被授予少将军衔，1988年被授予上将军衔。刘华清三进三出解放军海军，為中国人民解放军海军的現代化發展作出了重大的貢獻，同時也是中國航母計劃最關鍵的倡導者、推進者之一，被讚譽為「中國現代海軍之父」、「中國航母之父」。

## 生平

### 红军时期
刘华清生于湖北省黄安县花桥乡刘家院子（今大悟县吕王镇刘垸村），於1929年10月加入中国共产主义青年团，1930年5月起，刘华清任少共黄安二程区委书记、游击武装中队长。1930年12月，参加中国工农红军。1935年10月，刘华清转为中国共产党党员。
曾經擔任陂安南县军区指挥部少共团委书记、红安中心县军区指挥部团委书记、鄂东北道委会秘书、鄂东北游击总司令部交通队指导员、参谋、秘书、秘书科科长。1934年后，擔任红二十五军政治部组织、宣传、文印科科长，参与长征。
到达陕北后，任红十五军团政治部敌工部科长、红七十八师政治部宣传科科长。1936年11月起，任红三十一军司令部机要科科长、作战科副科长，红三十一军干部大队长兼政委、援西军机要科科长。歌曲《三大纪律八项注意》即由刘华清与程坦改编而成。

### 抗日战争
1937年后，刘华清擔任八路军129师司令部秘书主任，参加了七亘村战斗、长生口战斗、神头岭战斗、响堂铺战斗、晋东南反九路围攻战役。1938年1月，护送邓小平到八路军129师上任:95-97。1938年7月，任129师政治部宣教科科长。1938年冬入中共中央北方局党校学习。1939年春，任中共中央北方局党校党总支书记:101。同年9月任129师供给部政治部主任。
1940年，参与百团大战的后勤保障工作:107-108。同年11月起任冀南军区政治部组织部副部长、部长，坚持冀南抗日根据地的武装斗争。1944年任冀鲁豫军区政治部组织部部长。1945年2月，任冀鲁豫军区第6军分区副政治委员:128，对日军发起反攻，攻占夏津、高唐:130-131。

### 第二次国共内战
第二次国共内战时期，刘华清擔任晋冀鲁豫军区二纵队六旅政委:136，参加了上党、邯郸、出击陇海路、定陶、巨野、鄄城、滑县、豫皖边、豫北战役。1947年6月，参与挺进大别山。1948年，又参加淮海战役。1949年春，任第二野战军三兵团十一军政治部主任:219，参与渡江战役、西南战役。

### 建国初期
1949年，刘华清擔任二野军政大学政治部副主任、校党委书记、西南军区军政大学政治部主任、西南军区第二高级步兵学校政治部主任。1951年，擔任第十军副政委。1952年2月，刘华清任第一海军学校副校长兼副政委:252。1954年6月，解放军海军选调一批高级干部前往苏联伏罗希洛夫指挥学院学习。8月，包括刘华清在内的10人从沈阳乘火车前往苏联。刘华清所学的是参谋总部指挥、战役战术和海军通用专业，1958年以《海军的参谋业务》论文毕业，21门课程中，8门不计分，其余13门课程10门优3门良，总评优秀，毕业证书由苏联国家考试委员会主席、海军上将巴依科夫和学院院长、海军上将安德烈耶夫共同签署。1955年，被授予海军少将军衔。1958年，擔任海军旅顺基地第一副司令员兼参谋长、海军北海舰队副司令员兼旅顺基地司令员。
1961年8月14日，任国防部第七研究院院长:283。1964年底部院合并，1965年1月刘华清离开军队担任中华人民共和国第六机械工业部副部长:307、党组成员兼第七研究院院长。1966年8月，擔任国防科委副主任，分工他主管海军武器装备科研工作。文革初期受到冲击:307-312。
1967年5月以后，根据聂荣臻的指示，刘华清的分管又增加了陆军和空军武器的研发工作。1969年1月，调海军，“帮助海军工作”:330。1969年6月12日海军决定刘华清为造船工业、科研领导小组（1970年5月起更名为“海军造船工业领导小组”）成员，兼任办公室主任。1970年12月15日，中央军委批准刘华清为海军副参谋长，分管造船工业、科研工作和海军装备建设。1975年9月，刘华清擔任中国科学院党的核心领导小组成员。1977年12月23日，中央军委任命刘华清为国防科委副主任。

### 改革开放
1979年2月，刘华清擔任解放军总参谋长助理。1980年任副总参谋长，并率团出访美国参观美国海军小鹰号航空母舰和突击者号航空母舰。1982年，海军司令员叶飞因为身体原因退居二线，邓小平亲自点将刘华清返回解放军海军出任司令员。1982年8月28日，刘华清擔任海军司令员、海军党委副书记:413。刘华清在海军司令员任期内一举提出了中国人民解放军的第一个军种战略——“近海防御”的海军战略。中国海军的作战范围以从以“岸”为主，开始向“海”延伸，将海军的防御范围，从原来的200海里，扩展到太平洋东北部、南沙等第一岛链以外；海上战场的设置，则前出到了第二岛链。他在担任海军司令员和中央军委副主席期间力主中国海军发展航空母舰，主张建立一支强大的远洋海军。作为中国海军的元老，在海军建设上提出了许多强势的措施，被讚譽為「現代海軍之父」、「中國航母之父」。
1987年后，刘华清擔任中央军委委员、副秘书长。1989年六四事件中担任戒严部队总指挥。1989年11月，刘华清在中共十三届五中全会上被任命为中共中央军事委员会副主席:575。1990年3月，在七届全国人大三次会议上增选为中華人民共和國中央軍事委員會副主席。
1992年10月19日，76岁的刘华清在中共十四届一中全会上当选为中共中央政治局常委（排名第六），并连任中共中央军委副主席，成为正国级党和国家领导人。1993年3月，在八届全国人大一次会议上继续当选为中华人民共和国中央军委副主席，成为解放军内部仅次于时任中央军委主席江泽民的第二号领导人。
1997年9月19日，81岁的刘华清在中共十五届一中全会后卸任中共中央政治局常委和中共中央军委副主席，刘华清也成为最后一位担任中共中央政治局常委的现役军人。1998年3月，刘华清在九届全国人大一次会议后卸任国家中央军委副主席退休，结束了其近七十年的军旅生涯。

### 逝世
2011年1月14日上午6时刘华清因病医治无效在北京逝世，享年95岁（满94周岁）。
2011年1月24日在北京市八宝山革命公墓火化，胡锦涛等党和国家领导人前往送别。
2015年10月1日，骨灰安葬于老家大悟县吕王镇刘垸村，其墓碑为航母截面所做造型。
2016年9月28日，纪念刘华清诞辰100周年的座谈会在京举行，习近平在会上发表了讲话，刘云山也出席了座谈会。

## 评价
- 官方评价：“中国共产党的优秀党员，久经考验的忠诚的共产主义战士，杰出的无产阶级革命家、政治家、军事家，党、国家、军队的卓越领导人”。[11]
- 自我评价：“作为公民，我为国家和民族尽心尽力，贡献了自己的全部才智；作为军人，我一直在冲锋陷阵，没有让军装沾上污点；作为下级，我完成了小平的重托，将来汇报，可以不用汗颜。”[12][13]。

## 著作
- 《刘华清回忆录》解放军出版社 2007-08
- 《刘华清军事文选》（上下）解放军出版社 2008-05

## 家庭

### 父母
- 刘顺山
- 黄氏

### 兄弟姐妹
- 刘润清，大姐
- 刘云臣，大哥
- 刘梅清，小弟

### 夫人
- 徐虹霞，全国政协委员，原六机部船舶系统工程主编、高级编审，中华海外联谊会常务理事，船舶总公司系统工程部主编，高级编审，离休后曾任中国公关协会常务副主席、中华老年报顾问、中国国际友好联络会顾问、《船舶系统技术》编辑委员会高级技术顾问。

### 子女
- 刘超英，长女，中国人民解放军总参谋部情报部五局上校副局长，曾經担任中国航天科技集团副总经理。前夫潘岳，环保局副局长。
- 刘卓明，擔任中国人民解放军总装备部科技委员会副主任，中将军衔。
- 刘维明，少将，总装局长，与刘少奇侄子重名。
- 刘晓莉，中国光大旅游副总经理，丈夫徐念沙，徐运北之子，中国保利集团董事长、党委书记。
- 刘长银，侄子[來源請求]，中将，广州军区副政委。

## 軼聞
据刘华清回忆，中英香港问题谈判时英国人态度强硬，在解放军香港驻军问题上设置障碍，英国人一开始就提出：市区不要驻军。表面理由是怕影响香港经济，怕香港人信心不足，担心解放军纪律不好。中方认为这是英国人还想把香港变成一个虽不直接统治，却能继续施加影响的“领地”。1992年10月21日、22日两天，邓小平都谈到香港问题，随即向刘华清索要关于香港问题的方案，刘华清呈报了《关于香港总督<施政报告>及我们采取对策的会议纪要》。邓小平看过后表示不满意：“软了。态度可以斯文，但语言一定要明确。”邓小平又说:“我以前对撒切尔就说过，如果谈不成，我们就要考虑在另外的时间和用另外的方式来解决问题。当然就不是和平过渡了。”邓小平强调:“有准备才能应付可能发生的情况。”:688-691
1992年10月26日，新一届中央军委班子组成后，刘华清召开的第一次会议就是传达学习邓小平关于香港问题的谈话。会上认真讨论了邓小平的指示。大家统一了认识：下一步要做的，一是加快和平进驻的工作；二是做好应付突发情况的准备。方案的制定要考虑到各种复杂情况的发生。要用杀鸡用牛刀的办法，不能拖拖延延，要一锤砸死。要搞出几个方案，请邓小平主席、江泽民主席批准。放在那里，有备无患:688-691。
1992年11月2日，刘华清在第一次军委常务会议上传达了邓小平的指示和大家研究的意见。刘华清认为邓小平的思路很英明：干什么事都要有两手准备，两手硬，两手抓。只有这样，才能有备无患，始终把握事件发展的进程:688-691。
在香港回歸20年後2017年中旬中国人民解放军国防大学教授金一南著書說明，事後這一簽呈蓄意透過管道洩漏給外界，據說英國人對中國大陸這個方案是相當震驚的，但也顯示當年會談中英國態度確實有不順暢之處。

## 勋章
- 中华人民共和国二级八一勋章（1955年）
- 中华人民共和国二级独立自由勋章（1955年）
- 中华人民共和国一级解放勋章（1955年）
- 俄罗斯联邦友谊勋章（1999年）[15]